# Квадратурный зеркальный фильтр
Квадратурный зеркальный фильтр ( англ. Quadrature Mirror Filter - QMF) – это фильтр, чья комплексная частотная характеристика представляет собой зеркальное отражение относительно {\displaystyle \pi /2} комплексной частотной характеристики другого фильтра. Был изобретён C. Galand в сотрудничестве с D. Esteband и Croiser. Главной задачей фильтра является численная обработка сигналов и разложение сигнала на поддиапазоны. На выходе фильтр выдаёт изометрическое разложение сигнала на низкие и высокочастотные части.
Большая вероятность того, что любой входной сигнал может быть восстановлен на основе выходных сигналов, если фильтры находятся в парах. Высокочастотный фильтр связан с фильтром низких частот, вместе образуя Квадратурный зеркальный фильтр. Они служат зеркальным отражением друг друга.

## Свойства
Используя такие понятие как:
- Дискретное преобразование Фурье (ДПФ) сигнала: {\displaystyle X(w)=\sum _{n}^{}x_{n}e^{-inw}}
- Z-преобразование сигнала: {\displaystyle X(z)=\sum _{n}^{}x_{n}z^{-n}}
- Преобразование Фурье функции {\displaystyle x(t)} имеет вид {\displaystyle {\hat {x}}(w)={\frac {1}{2\Pi }}\int _{-\infty }^{\infty }\!x(t)e^{-iwx}\,dt}

{\displaystyle }
используя эти термины, фильтр можно записать следующим образом
{\displaystyle Y(w)=H(w)X(w)}

или

{\displaystyle Y(z)=H(z)X(z)}
фильтр {\displaystyle H(z)} будет называться квадратурным зеркальным фильтром фильтра {\displaystyle H(w)}, при условии что {\displaystyle H(z)=H(-w)}, собственно поэтому фильтр получил такое название.
Спектр высокочастотного фильтра {\displaystyle H(e^{iw})} это зеркальное отражение низко частотного фильтра со спектральной точкой перехода {\displaystyle w={\frac {\Pi }{2}}} как показано на картинке.
Мы хотим найти два фильтра, {\displaystyle h} (подавляющий высокие частоты) и {\displaystyle g} (подавляющий низкие частоты), которые позволяли бы разложить сигнал на две компоненты, {\displaystyle X_{H}(z)} и {\displaystyle X_{G}(z)} , вдвое их проредить (половина значений становится лишней – ведь частотный диапазон сократился вдвое!), а затем, с помощью транспонированных фильтров, точно восстановить по этим данным исходный сигнал (эту операцию можно применять рекурсивно). Условия на искомые фильтры удобно записать в терминах z-преобразования.
Пусть {\displaystyle Y(z)} z-преобразование одного из компонентов. Перед кодированием он прореживается вдвое, а перед восстановлением исходного сигнала доводится до исходной длины вставкой нулей между соседними значениями. При этом z-преобразование из {\displaystyle Y(z)} превращается в {\displaystyle {\frac {1}{2}}(Y(z)+Y(-z))}. Подставим сюда фильтр упомянутый выше для каждого из фильтров, и получим z-преобразованный компонент перед восстановлением:
{\displaystyle X_{H}(z)\longrightarrow {\frac {1}{2}}(H(z)X(z)+H(-z)X(-z))} 

{\displaystyle X_{G}(z)\longrightarrow {\frac {1}{2}}(G(z)X(z)+G(-z)X(-z))}
z-преобразования транспонированных фильтров имеют вид {\displaystyle H(z^{-1})} и {\displaystyle G(z^{-1})}. Сигнал восстановится с их помощью точно, если:
{\displaystyle X(z)=[{\frac {1}{2}}(H(z^{-1})H(z)G(z^{-1})G(z)X(z))}
{\displaystyle +{\frac {1}{2}}(H(z^{-1})H(z)G(z^{-1})G(z)X(-z))]}
Получаем условия точного восстановления (Perfect reconstruction, (англ.))
{\displaystyle H(z^{-1})H(z)+G(z^{-1})G(z)=2}

{\displaystyle H(z^{-1})H(-z)+G(z^{-1})G(-z)=0}
В матричной форме они записываются так: 

{\displaystyle M(z)(M(z^{-1}))^{t}} =
{\displaystyle {\begin{aligned}{\begin{bmatrix}2&0\\0&2\\\end{bmatrix}}\end{aligned}}}
{\displaystyle =2E}
где
{\displaystyle {\begin{aligned}{\begin{bmatrix}H(z)&G(z)\\H(-z)&G(-z)\\\end{bmatrix}}\end{aligned}}}
подставив {\displaystyle z=e^{iw}}, получим условия ДПФ искомых фильтров:
- {\displaystyle \left\vert H(w)\right\vert ^{2}+\left\vert G(w)\right\vert ^{2}\equiv 2}
- {\displaystyle H(w)H(w+\Pi )+G(w)G(w+\Pi )}

допустим, что мы нашли {\displaystyle h} такой что:
- {\displaystyle \left\vert H(w)\right\vert ^{2}+\left\vert G(w+\Pi )\right\vert ^{2}\equiv 2}
- {\displaystyle G(w)=-e^{iw}H(w+\Pi )}

## История создания
C. Galand был мотивирован тем, что есть возможность улучшение цифрового телефона, технология которого включает в себя передачи речевых сигналов в виде последовательностей 0 и 1. Но как заметил Galand, эти методы выходят далеко за рамки цифровой речи, так как факсимильная связь видео, базы данных, и многие другие формы информации используют телефонные линии для передачи информации. В настоящее время количество битов, которое используется для телефонной передачи составляет хорошо известные 64 килобита в секунду. Galand пытался, использовать методы кодирования для передачи речи значительно ниже этого стандарта, которые адаптированы к речевым сигналам.

## Применение
Квадратурный зеркальный фильтр позволяет избежать последствий сглаживания из-за прореживанья образцов, когда сигнал разделён на поддиапазоны. Каждый поддиапазон затем кодируются независимо с использованием компандирования импульсно-кодовой модуляции квантователей. Поэтому переменное число бит отводится для каждого поддиапазонного квантователя для того, чтобы воспользоваться относительного последствия ошибки квантования.
Квадратурный зеркальный фильтр широко используется в областях обработки сигналов, таких как:
- Поддиапазонное кодирование речи[4]
- Обработка изображения[5],
- Обработка речи[6]
- Сжатия изображения[7],
- Выравнивание каналов беспроводной связи, кодирование источника для аудио и видео сигналов,
- Дизайн вейвлетных базисов[8],
- Поддиапазонное подавление эха и дискретная системы многотоновой модуляции